# Ilyarachna una
Ilyarachna una is een pissebed uit de familie Munnopsidae. De wetenschappelijke naam van de soort is voor het eerst geldig gepubliceerd in 1980 door Thistle.